# Sale Marasino

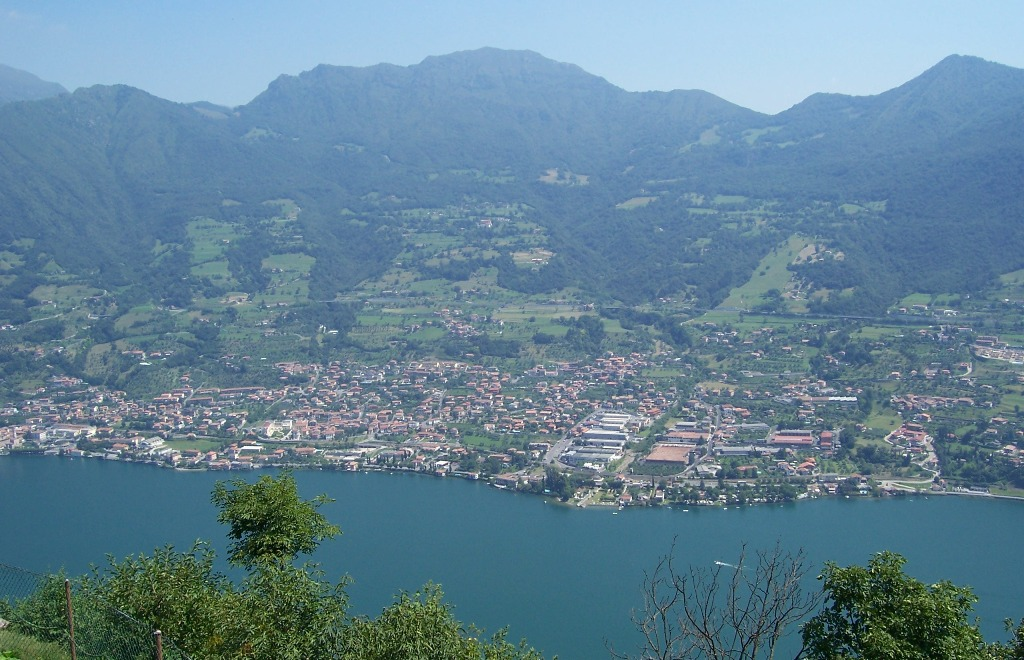
Blick auf Sale Marasino

Sale Marasino ist eine norditalienische Gemeinde (comune) mit 3278 Einwohnern (Stand 31. Dezember 2023) in der Provinz Brescia in der Lombardei. Die Gemeinde liegt etwa 20 Kilometer nordnordwestlich von Brescia am östlichen Ufer des Iseosees.

## Verkehr
Durch die Gemeinde führt die frühere Strada Statale 510 Sebina Orientale (heute die Provinzstraße SPBS510) von Brescia nach Darfo Boario Terme. Die Bahnstation von Sale Marasino liegt an der nichtelektrifizierten Bahnstrecke Brescia–Iseo–Edolo.